# Tigrioides laniata
Tigrioides laniata là một loài bướm đêm thuộc phân họ Arctiinae, họ Erebidae.